# Llometa del Tio Figuetes
Llometa del Tio Figuetes és un poblat de l'Edat del Bronze tardà amb superposició de nivells de cronologia ibèrica. El jaciment està situat en el terme de Benaguasil, en la comarca del Camp de Túria. Va ser excavat en 1977 pel Servei d'Investigació Prehistòrica, sota la direcció de Rosa Enguix Alemany. El jaciment està situat al cim i vessant d'un turó de poca extensió amb el costat nord tallat de forma abrupta, raó per la qual és inaccessible per aquesta part.

## Precedents

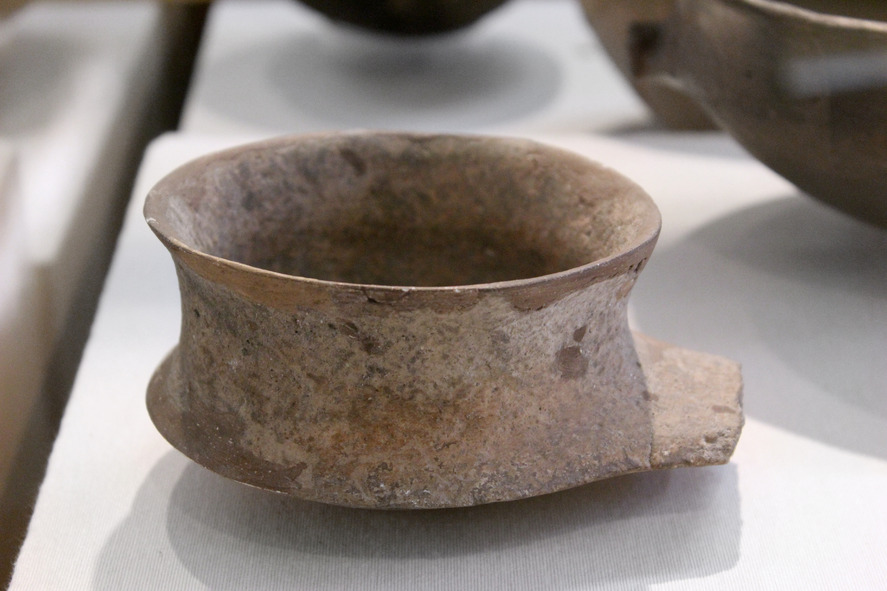
Vas carenat geminat

Aquest jaciment va ser descobert per Antoni Hidalgo Gadea i Doménec Gomeç Senent. Amdós autors van fer un estudi inicial, on van constatar l'extensió del poblat, van delimitar els murs de les diferents estructures i van dur a terme l'excavació de la casa b. Aquesta intervenció va permetre la descoberta de dos vasos eneolítics, fragments de ceràmica ibèrica, molins barquiformes, dents de falç i fulles de sílex, així com una gran quantitat de fragments de ferro de forma indeterminada. Alguns materials d'aquesta actuació van ser depositats al Servei d'Investigació Prehistòrica de València (SIP), com el vas carenat i geminat, però d'altres van romandre en poder dels seus descobridors.
Segons l'arxiu de jaciments del SIP, es va constatar l'existència d'un poblat ibèric superposat a un argàric.
Després d'aquesta intervenció va ser visitat en nombroses ocasions per membres del Servei d'Investigació Prehistòrica. De fet, en 1954 el capatàs Montañana va prospectar novament el jaciment. En 1967 va tornar junt a la professora Milagro Gil-Mascarell per recollir material ceràmic divers, què va ser estudiat i dipositat als magatzems del Museu de Prehistòria de València.

## Excavació
Amb la informació obtinguda gràcies als treballs precedents i amb la finalitat d'esclarir si existia continuïtat de poblament entre els nivells de l'Edat del Bronze i els ibèrics, en 1977 el Servei d'Investigació Prehistòrica, va sol·licitar el permís d'excavació a la Direcció de Patrimoni Artístic i Cultural. Sota la direcció de Rosa Enguix Alemany es va donar inici a l'única campanya d'excavació realitzada en aquest poblat, entre el 3 i el 16 de juliol de 1997.
Els primers esforços es van centrar en la delimitació del perímetre del poblat. Així, es va poder determinar que el jaciment comptava amb una superfície d'uns 25 m de llarg, d' entre 9 i 12 m d'ample i una potència estratigràfica de 0'80 m de profunditat.
Posteriorment, les cates realitzades i l'anàlisi estratigràfic han estat claus per determinar que no existeix continuïtat de poblament entre ambdues èpoques igual que ocorre a altres poblats del bronze valencià amb superposició d'assentament ibèric com: l'Ermita de la Mare de Déu de Montiel, L'Alteret, Cova Foradada o Puntal dels Llops.